# 三社杯B級選抜トーナメント
三社杯B級選抜トーナメント（さんしゃはいBきゅうせんばつトーナメント）とは1953年（第1回）～1958年（第6回）まで開催されていた、ブロック紙3社連合（中日新聞社、西日本新聞社、北海道新聞社）主催のB級棋士を対象としたプロ将棋の公式棋戦。ブロック紙3社連合は、この他にA級棋士を対象とした名人A級勝抜戦も主催していた。1960年、B級選抜トーナメントと名人A級勝抜戦はともに産経新聞社主催の早指し王位決定戦に統合され、王位戦となった。
| 回 | 年度 | 優勝者（段位は当時） |
| -- | ---- | -------------------- |
| 1  | 1953 | 山本武雄七段         |
| 2  | 1954 | 五十嵐豊一八段       |
| 3  | 1955 | 加藤博二七段         |
| 4  | 1956 | 丸田祐三八段         |
| 5  | 1957 | 廣津久雄七段         |
| 6  | 1958 | 山田道美七段         |